# ОК Ниш
Одбојкашки клуб Ниш је српски одбојкашки клуб из Ниша. У сезони 2020/21. такмичи се у Суперлиги Србије.

## Историја
Клуб је основан 24. јуна 1972. године под називом УОК Студент. Већ 1976. године изборио је пласман у Прву савезну лигу, али се у том рангу задржао само једну сезону уз остварене свега две победе. Наредних деценија УОК Студент такмичио се у нижим ранговима, а 1997. је и преименован у ОК Ниш. Године 2015. коначно се поново пласирао у највиши ранг, сада Суперлигу Србије. 
Међу бројним играчима који су поникли у клубу најпознатији је Иван Миљковић.